# Hégeney
Hegeney (también, Hégueney) es una comuna francesa situada en la circunscripción administrativa de Bajo Rin y, desde el 1 de enero de 2021, en el territorio de la Colectividad Europea de Alsacia, en la región de Gran Este.

## Demografía
| 207 | 219 | 209 | 230 | 312 | 328 | 439 |
| Para los censos de 1962 a 1999 la población legal corresponde a la población sin duplicidades (Fuente: INSEE [Consultar]) |     |     |     |     |     |     |